# Košarkaški trener
Košarkaški trener je osoba koja vodi s klupe košarkašku momčad ili trenira pojedinog igrača, odnosno košarkaša. Trener samostalno ne vodi košarkašku momčad, jer uz to ima svoje pomoćnike, odnosno stručni stožer. Stružni stožer se zajedno s trenerom brinu o košarkaškoj spremi igrača, fizičkoj, tehničkoj i mentalnoj. Košarkaški trener je zadužen za određivanje taktike na koji će njegova momčad igrati i njegova je briga da košarkaško znanje prenese na igrače. 
Postoje različite vrste trenera, oni koji koriste lijepu napadačku taktiku (Mike D'Antoni, Alvin Gentry) i oni koji koriste obrambenu taktiku (Red Auerbach, Gregg Popovich).